# (21405) Sagarmehta
(21405) Sagarmehta (1998 FU61) – planetoida z pasa głównego asteroid okrążająca Słońce w ciągu 3,45 lat w średniej odległości 2,28 j.a. Odkryta 20 marca 1998 roku.